# The Decemberists
The Decemberists sono una indie folk rock band da Portland, Oregon, Stati Uniti, capitanati dal cantante/compositore Colin Meloy. Gli altri membri della band sono Chris Funk (polistrumentista), Jenny Conlee (organo Hammond, accordion, melodica, pianoforte, tastiere), Nate Query (basso elettrico, contrabbasso), e John Moen (percussioni, cori, melodica).
Il loro esordio avvenne con l'EP autoprodotto, 5 Songs, nel 2001. Fino al 2019 il gruppo ha pubblicato otto album, l'ultimo dei quali è "I'll be your Girl".

## Stile musicale

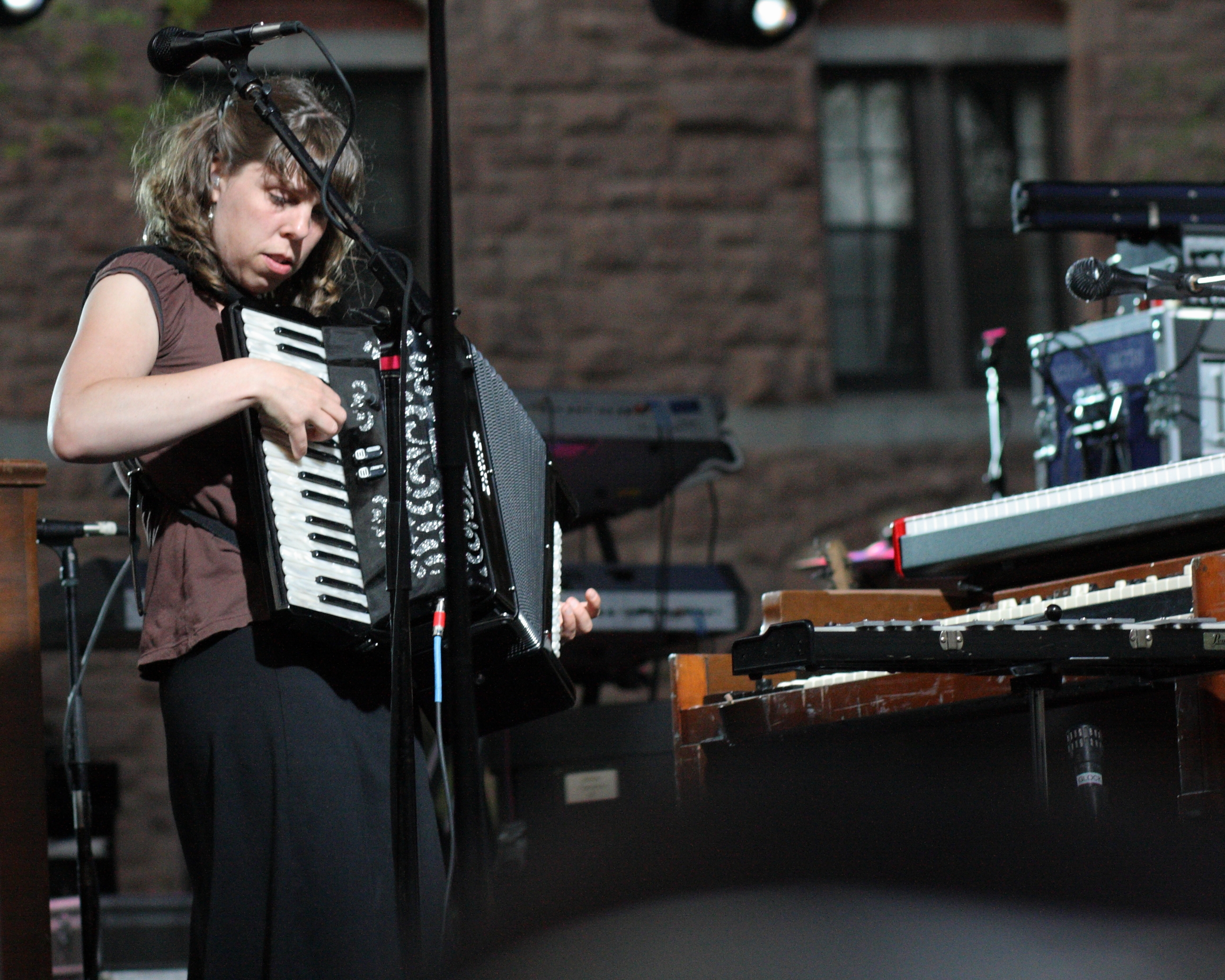
Conlee che suona l'accordion, assieme all'organo e ad altri strumenti vicini

Le canzoni del gruppo spaziano dall'upbeat pop a ballate acustiche, e spesso impiegano strumenti come fisarmonica, organo Hammond, organo Wurlitzer e contrabbasso.
Nei loro testi, il gruppo evita l'angoscia e l'introspezione in favore di un approccio più storytelling, così come evidenziato da canzoni quali My Mother Was a Chinese Trapeze Artist tratta dall'EP 5 Songs o The Mariner's Revenge Song contenuto nell'album Picaresque. Le storie raccontate vanno dal bizzarro (The Sporting Life) all'epico (The Tain) al dark (Odalisque), e spesso invocano eventi storici e temi da tutto il mondo. All'inizio della loro carriera, lo stile musicale e dei testi fu spesso oggetto di critiche al confronto con i Neutral Milk Hotel.

### Influenze
Sul loro sito web, la band dichiara che il loro drink ufficiale è l'Orangina, e che loro "adorano" le band Norfolk & Western, The Places, The Long Winters, Death Cab for Cutie, Dokken, Tracker, The Shins, Sleater-Kinney, Electrelane, Camera Obscura, Clearlake, Tom Heinl, The Thermals, Modest Mouse, Swords ed Earlimart.
La loro biografia ufficiale spiega come i membri della band si incontrarono in un bagno turco. Una nota della biografia dichiara ironicamente che "I Decemberists viaggiano esclusivamente con i dirigibili Dr. Herring." Colin Meloy ha incluso Anne Briggs, Nic Jones e Shirley Collins – che condusse negli anni sessanta il British folk revival – come le più grandi influenze per The Hazards of Love. Meloy ha anche confessato di avere un "amore servile" per Morrissey, una delle sue principali influenze. La band ha anche menzionato di amare Siouxsie and the Banshees, ed i toni pop dei R.E.M. e XTC. La band trae ispirazione anche dal comunismo, iniziando occasionalmente qualche concerto con l'inno nazionale Sovietico.

## Storia

### 2000 Formazione
Il gruppo si forma nel 2000 quando Colin Meloy lasciata la sua band precedente, i Tarkio, ed il Montana, si sposta a Portland dove incontra December Carson, che era una fan dei Tarkio oltre che  pubblicista per la Siren Music Company. Ella lavorò per un po' con Meloy sui suoi progetti da solista. Successivamente lo presentò a Jenny Conlee e Nate Query (facevano parte dei Calobo) ed essi produssero assieme un video. Meloy, prima di conoscere Query, conobbe Chris Funk in occasione di un suo concerto solista. Funk era un fan dei Tarkio e fu la pedal steel guitar dei primi due album dei Decemberists, diventando un membro "ufficiale" solo alla terza pubblicazione. Ezra Holbrook, il primo percussionista della band, fu sostituito da Rachel Blumberg dopo Castaways and Cutouts. Il nome della band si riferisce al movimento del Decabrismo, riferito ad una rivolta del 1825 nella Russia Imperiale che Meloy vide come un tentativo di rivoluzione comunista. 5 Songs, l'EP di debutto della band, fu autoprodotto nel 2001. La notte prima della registrazione, i membri suonarono per diverse ore all'Hotel McMenamins per poter raccogliere i soldi necessari a pagare la registrazione. Questo servì originalmente come demo e le cinque canzoni contenute (meno "The Apology Song") furono registrate in meno di due ore.

### 2003–2005: Kill Rock Stars
Dopo la pubblicazione del primo vero album Castaways and Cutouts per la Hush Records, la band passò sotto l'etichetta Kill Rock Stars. Dopo la ripubblicazione di Castaways, Her Majesty the Decemberists fu pubblicato nel 2003. Nel 2004, la band pubblicò l'EP The Tain composta da un'unica traccia di diciotto minuti e mezzo basata sull'epico mito Irlandese Táin Bó Cúailnge. L'ultimo album pubblicato con Kill Rock Stars fu Picaresque, registrato in una chiesa sconsacrata.
Nel marzo 2005 la band distribuì via BitTorrent il brano autoprodotto 16 Military Wives (dall'album Picaresque). Nello stesso mese, il caravan che usavano nelle loro trasferte fu rubato; ma i fans contribuirono a trovare i fondi per riacquistarlo, e un'altra raccolta fondi fu organizzata attraverso un'asta su eBay, dove gli acquirenti facevano offerte per delle copie di Colin Meloy Sings Morrissey e artworks originali di Carson Ellis. La band ottenne sostegno anche da Lee Kruger, dai the Shins, dai Dandy Warhols, e da altri musicisti. La Martin Guitar Company offrì chitarre a 6 e 12 corde nella forma del prestito definitivo. I primi giorni di aprile, la polizia ritrovò il caravan e una parte del materiale della band police a Clackamas (Oregon), ma gli strumenti e le attrezzature andarono perse definitivamente.

### 2005: Il debutto con la Capitol Records
Il 12 dicembre 2005, Meloy rivelò a Pitchfork Media che la band aveva siglato un accordo con la Capitol Records, e che aveva pianificato di registrare il primo album con loro sotto la supervisione dei produttori Tucker Martine e Chris Walla (dei Death Cab for Cutie) ad aprile 2006.
Il primo album della band con la Capitol, The Crane Wife, fu pubblicato il 3 ottobre 2006, l'uscita fu accompagnata da una esibizione lo stesso giorno al Late Night with Conan O'Brien, durante la quale la band suono O Valencia!. Il tour promozionale successivo ("The Rout of the Patagons Tour") iniziò il 17 ottobre 2006 dalla Crystal Ballroom di Portland. La canzone di apertura fu Lavender Diamond, Quando il tour era già iniziato, il musicista Alasdair Roberts fece da apertura ai concerti della band. Gli ascoltatori del circuito National Public Radio votarono The Crane Wife come miglior album del 2006, come annunciato nella puntata del 5 dicembre di All Songs Considered.

### 2006: Il video musicale dello schermo verde
Nel novembre del 2006, la band propose ai fan di creare un video per la canzone "O Valencia!" usando filmati della band proiettati su un green screen. Stephen Colbert, durante il suo show su Comedy Central cominciò una ironica competizione con la band, proponendola come il primo "green screen challenge"; e la band rispose proponendo una sfida a colpi di spada laser per le strade di San Francisco. precedette l'idea di Colbert.
La sfida culminò il 20 dicembre in una sfida ad assoli di chitarra nello show di Colbert, con il chitarrista della Funk impegnato a rappresentare la band. Dopo che Colbert finse un infortunio alla mano, Peter Frampton (musicista) lo sostituì e vinse una sfida di audience. Gli ospiti dello show furono coinvolti, con l'allora Governatore dello Stato di New York Eliot Spitzer ed Henry Kissinger a dichiarare, "Stasera, penso che è stato il popolo americano ad aver vinto." Il premio per la vittoria della sfida si rivelò essere una copia di The Crane Wife. Così come riferito da Meloy, la sfida con Colbert non fu scritta a tavolino, sebbene essi sapessero che Frampton avrebbe sostituito Colbert.

### 2007: "A Bit of Grass-Stain Does Not a Ruined Pair of Jeans Make" tour
Nel luglio 2007, la band intraprese un tour di cinque date, accompagnato da una orchestra al completo. Il 7 luglio, il tour portò per la prima volta la band sul palco del famoso Hollywood Bowl, mettendoli al pari della Los Angeles Philharmonic Orchestra. Il 15 luglio, la band suonò al Mann Festival Orchestra al Mann Center for the Performing Arts di Philadelphia (Pennsylvania), dove fecero debuttare una nuova canzone.
Il 6 ottobre 2007, la band annunciò la cancellazione di 5 date del loro tour Europeo, adducendo a problemi di salute di un membro del gruppo. Il primo novembre 2007, la band cancellò le restanti 28 date del tour "Long and Short of It".

### 2008:Always the Bridesmaid
Il 18 maggio 2008 i membri dei Decemberists Colin Meloy, Chris Funk, Jenny Conlee, Nate Query, e John Moen, si esibirono a sostegno del candidato presidenziale del Democratico Barack Obama ad una manifestazione presso il Tom McCall Waterfront Park di Portland.
Il 14 ottobre 2008 la band iniziò la pubblicazione di una serie di singoli chiamati Always the Bridesmaid; fu pubblicato un brano al mese fino alla fine dell'anno. La band si impegnò anche in un mini-tour a promozione dei singoli pubblicati, apparendo anche al Late Night with Conan O'Brien il giorno precedente le Elezioni presidenziali statunitensi del 2008.

### 2009:The Hazards of Love
The Hazards of Love fu pubblicato il 24 marzo 2009 con la Capitol Records, fu reso disponibile per il download da iTunes una settimana prima ed anticipato dal brano The Rake's Song che fu messa a disposizione per il download sul sito ufficiale del gruppo. Questo disco fu prodotto da Tucker Martine.
In un post sul blog "Rock 'n' Roll Daily" della rivista Rolling Stone, la band rivelò numerosi particolari sull'album e sul suo sviluppo. In una dichiarazione alla stampa si può leggere: "L'album nacque quando Meloy – affascinato dal British folk revival degli anni sessanta – trovò una copia dell'EP del 1966 della famosa cantante folk Anne Briggs, intitolato The Hazards of Love. Dal momento che non c'era nessuna canzone a cui si riferisse il titolo dell'album, egli decise di scriverne una, ma presto fu coinvolto in qualcosa di più grande. The Hazards of Love racconta una storia di una donna di nome Margaret; del suo amante di forma mutevole, William; la sua stravagante madre; ed un lascivo sciupafemmine, che racconta come egli venne a vivere in maniera "semplice e gratuita" nella "The Rake's Song". Becky Stark dei Lavender Diamond e Shara Worden dei My Brightest Diamond fornirono le voci principali per i personaggi femminili, mentre Jim James e Robyn Hitchcock dei My Morning Jacket, Rebecca Gates dei The Spinanes apparirono in ruoli secondari. La gamma dei suoni riflette la diversità dei personaggi, dalla canzonetta per accordion con cadenza cantilenante di "Isn't it a Lovely Night?" al pesante sound metal di 'The Queen's Rebuke/The Crossing.'"
Il 9 febbraio 2009, i Decemberists annunciarono tramite una newsletter ai fans che si sarebbero imbarcati nella prima parte del tour "A Short Fazed Hovel" con inizio il 19 maggio a Los Angeles, presso l'Hollywood Palladium. La newsletter includeva una lista completa di Data per questa prima parte di concerti, che si sarebbe conclusa il 14 giugno al Bonnaroo Music & Arts Festival di Manchester (Tennessee). Lunedì 27 aprile, la band propose una forma accorciata di "The Wanting Comes in Waves/Repaid" durante il programma The Colbert Report.
Il 19 settembre 2009, i Decemberists fecero un "lottery show", originalmente programmato come show "su richiesta", al Terminal 5 di New York. La lista delle canzoni era creata al momento azionando una grande ruota da bingo collocata sul palco. Il presentatore della serata fu il cantante/compositore John Wesley Harding mentre in apertura del concerto suonò Laura Veirs degli Hall of Flames. Nella scaletta ci furono canzoni come "July, July!", "Yankee Bayonet (I Will Be Home Then)", "The Tain I-V", "Annan Water", "The Crane Wife 3" e "The Island/Come and See/The Landlord's Daughter/You'll Not Feel The Drowning", e una canzone inedita, indicata dalla pallina del bingo, chiamata "Miracle on the Hudson".
Nel 2009, i Decemberists hanno contribuito con la canzone "Sleepless" all'album benefico per la lotta contro l'AIDS Dark Was the Night prodotto dalla Red Hot Organization.

### 2010/2012:The King Is Dead
I Decemberists non si impegnarono in nessun tour dal momento che erano concentrati sulla lavorazione del nuovo Album. Il 4 settembre 2010, la band suonò in apertura di un concerto di Neko Case e dell'headliner, Bob Dylan, il primo giorno del Festival Bumbershoot Arts and Music di Seattle. In quell'occasione annunciarono che stavano per concludere il nuovo album, e presentarono tre nuove canzoni. L'album sarà presentato nel gennaio 2011 con Peter Buck dei R.E.M. presente in tre tracce. Colin Meloy ha detto che i R.E.M. sono di ispirazione per molto del materiale contenuto nell'album. DirectCurrentMusic.com annunciò il 29 ottobre che l'album intitolato The King Is Dead sarebbe stato presentato da Capitol Records l'11 gennaio 2011.
Comunque, in un annuncio via Twitter del 2 novembre 2010, Colin Meloy confermò che la data di presentazione del lavoro sarebbe stato il 18 gennaio 2011, una settimana più tardi di quanto precedentemente annunciato. "Down by the Water," una traccia del nuovo album, fu pubblicata il 2 novembre sul sito ufficiale della band, ed è disponibile su iTunes per il download gratuito.
Confrontato con i precedenti lavori del gruppo, The King is Dead è influenzato da contaminazioni blues e folk.
Nel marzo 2012 il gruppo pubblica il primo album dal vivo, We All Raise Our Voices to the Air (Live Songs 04.11–08.11) in formato doppio CD o triplo LP.

### 2014/2015:What a Terrible World, What a Beautiful World
Il 24 ottobre 2014 viene annunciato il settimo album in studio What a Terrible World, What a Beautiful World, che viene pubblicato il 20 gennaio 2015.
Il 3 novembre 2014 esce il primo singolo estratto Make You Better.

### 2018:I'll Be Your Girl
Il 16 marzo 2018 pubblicano l'ottavo album in studio I'll Be Your Girl su etichetta Capitol e Rough Trade. L'album è prodotto insieme a John Congleton e non più con Tucker Martine. Congleton, che ha lavorato con artisti come St Vincent, Swans, Black Mountain, contribuisce ad una parziale svolta elettronica nel sound del gruppo. I singoli estratti dal disco sono Severed e Once in my life, di cui sono stati girati altrettanti videoclip.

## Artwork
L'album ed il materiale promozionale dei Decemberists è prodotto dalla moglie di Meloy, l'artista Carson Ellis.

## Formazione

### Formazione attuale

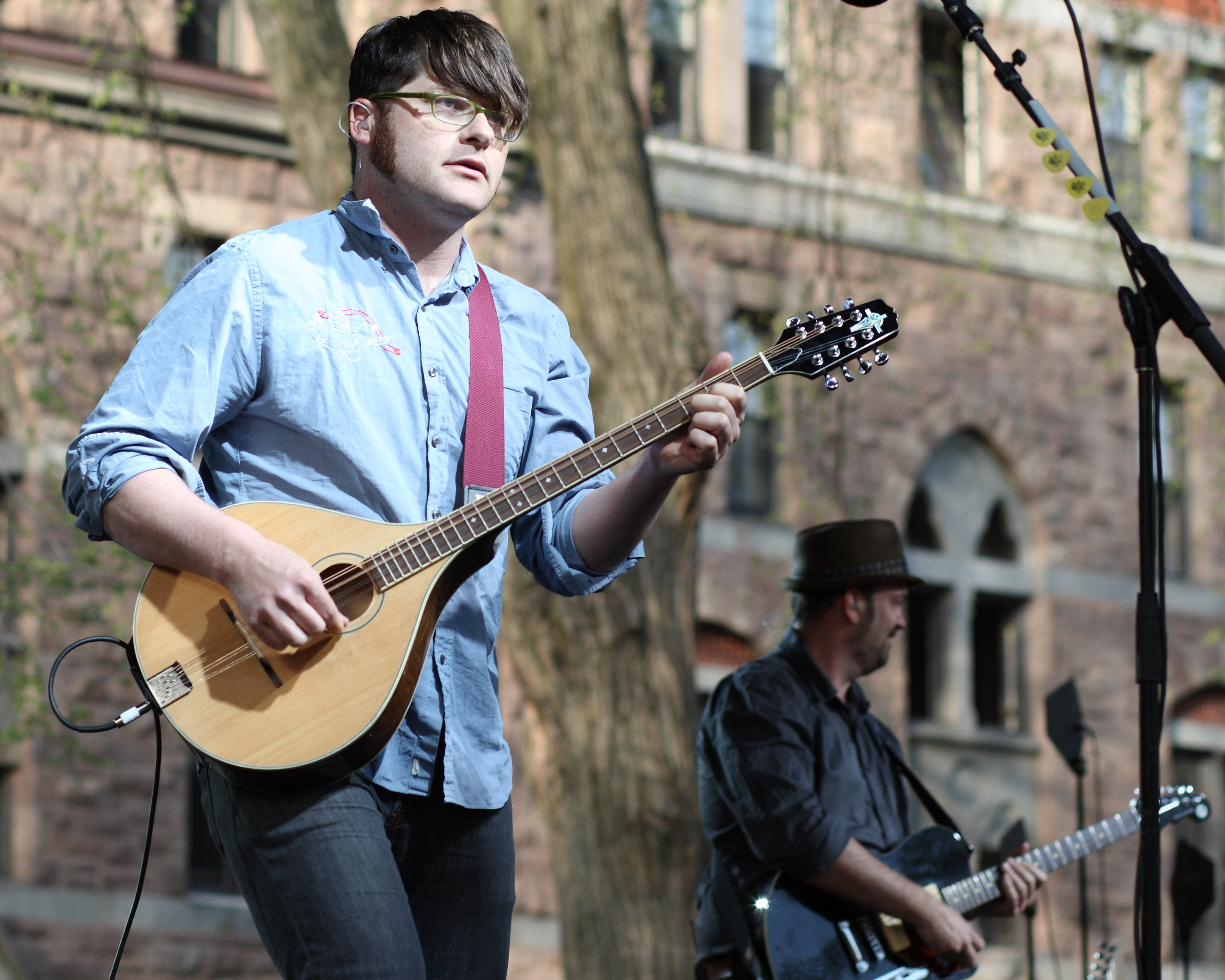
Colin Meloy

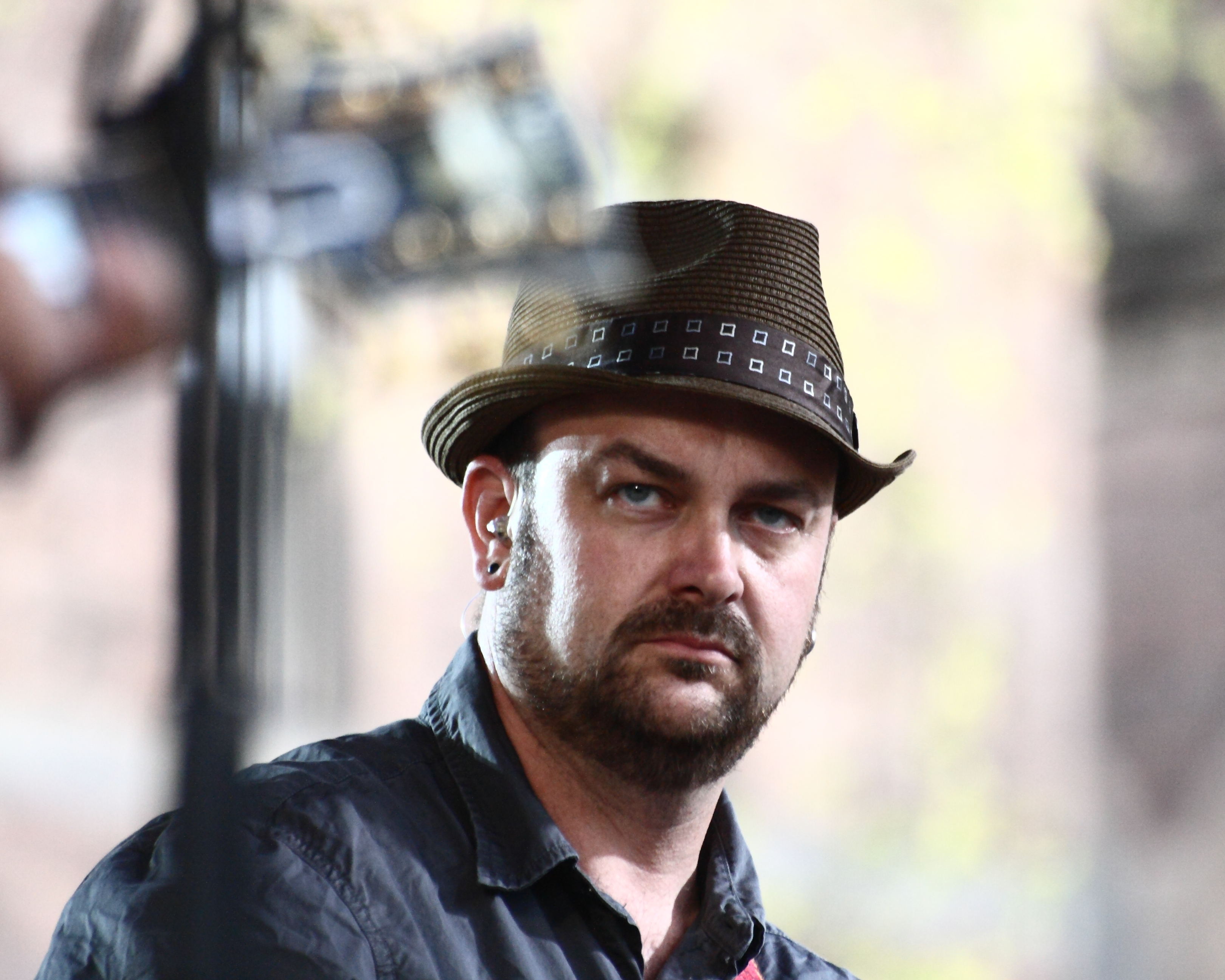
Chris Funk

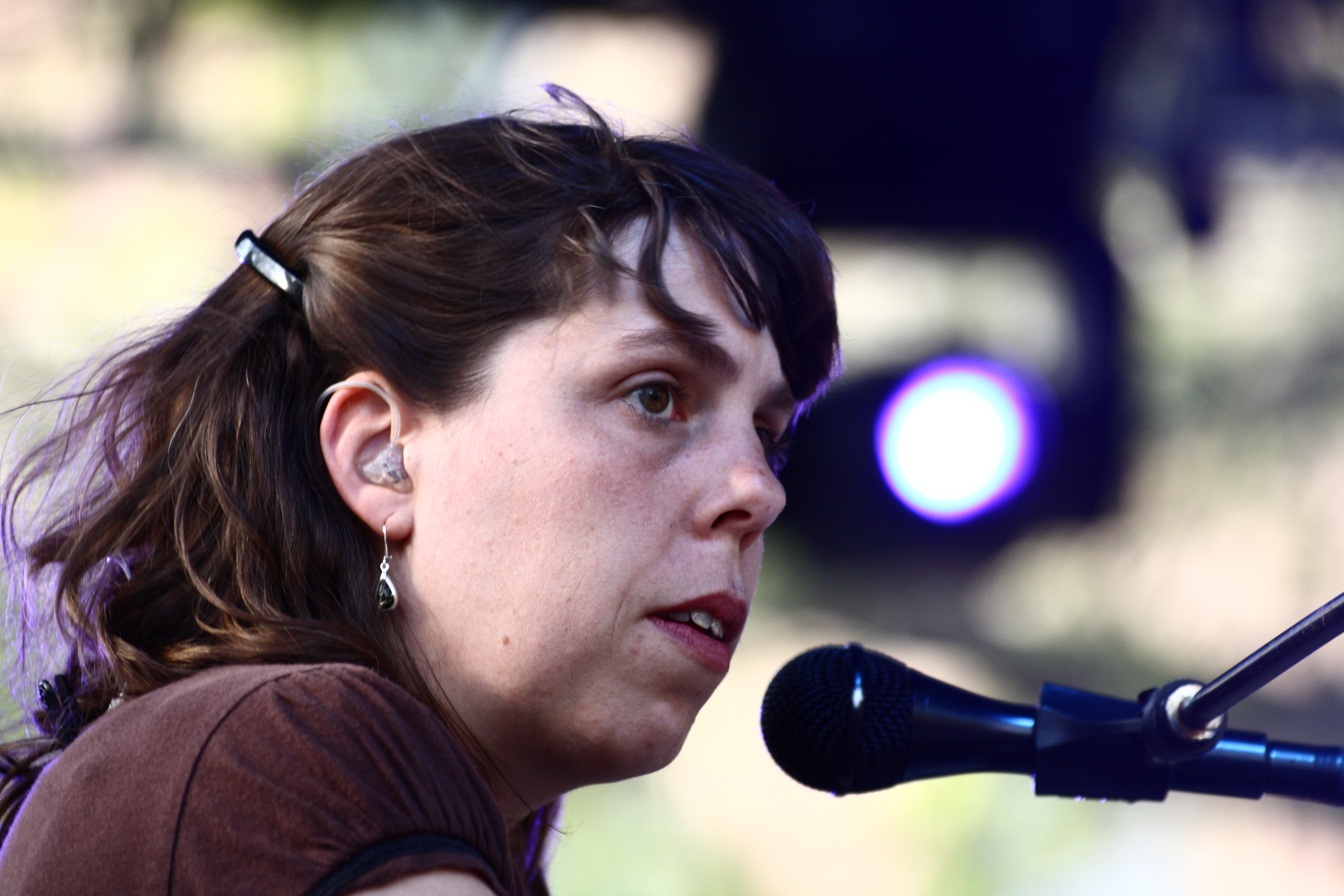
Jenny Conlee

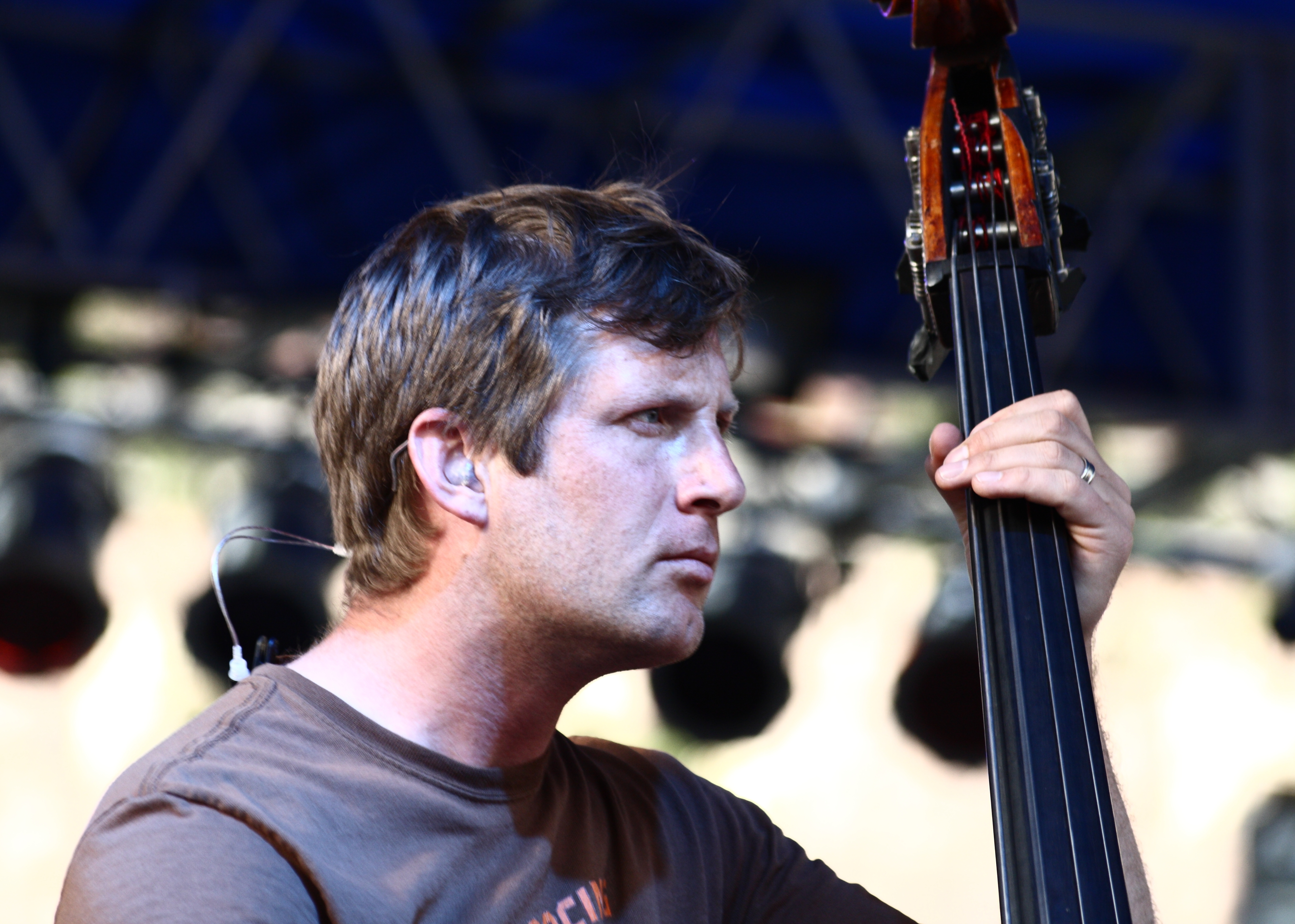
Nate Query

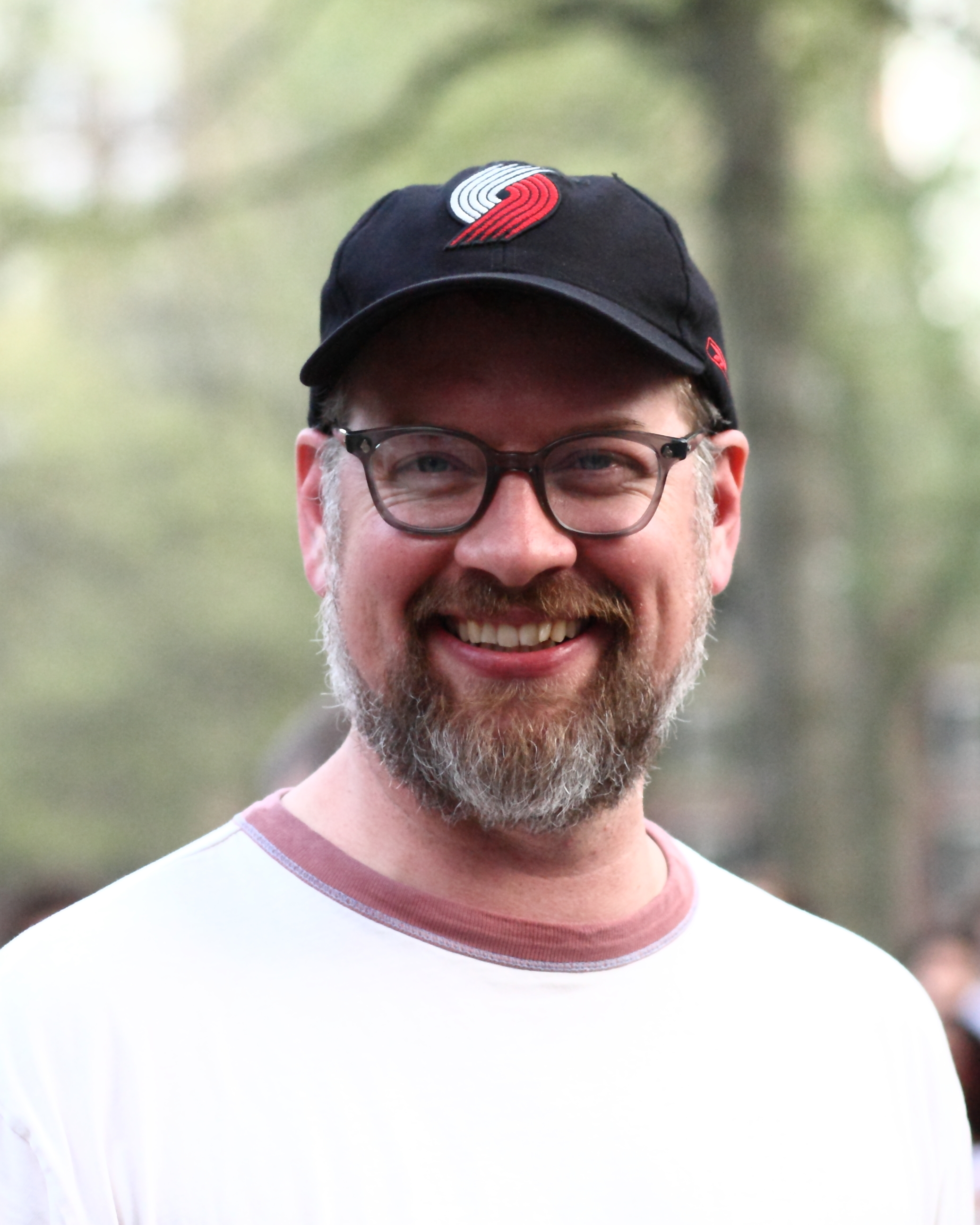
John Moen

- Colin Meloy (cantante, compositore, chitarra, bouzouki, armonica a bocca)
- Chris Funk (chitarra, multi-instrumentalist)
- Jenny Conlee (Hammond, accordion, melodica, pianoforte, tastiere, sintetizzatore)
- Nate Query (basso elettrico, contrabbasso) – tranne che per Her Majesty... e Billy Liar
- John Moen (percussioni, coro, melodica) - The Crane Wife e The Hazards of Love
- Sara Watkins (violino, coro) - 2011 Winter/Spring Tour

### Ex componenti
- Jesse Emerson (basso) - Her Majesty
- Ezra Holbrook (anche del gruppo Dr Theopolis) - 5 Songs e Castaways and Cutouts (percussioni, coro), The Crane Wife (coro)
- Rachel Blumberg (percussioni, coro) - Her Majesty, Billy Liar, The Tain, e Picaresque
- David Langenes (chitarra)
- Petra Haden (violino, coro) - Picaresque, figlia del basso jazz Charlie Haden, già a supporto del Picaresque tour.
- Lisa Molinaro (viola, chitarra, tastiere, vocals) – musicista turnista per The Crane Wife tour

### Ospiti
- Laura Veirs – duetto in 'Yankee Bayonet' in The Crane Wife e The Long and Short of It Tour
- Shara Worden – duetto in 'Yankee Bayonet' per concerti nel 2007. Voce del personaggio de La Regina della Foresta in The Hazards of Love e "A Short Fazed Hovel Tour"
- Becky Stark – voce del personaggio di Margaret in The Hazards of Love e "A Short Fazed Hovel Tour"
- Gillian Welch – duetto in 'Down By The Water'

## Discografia

### Album in studio
- 2002 – Castaways and Cutouts
- 2003 – Her Majesty the Decemberists
- 2005 – Picaresque
- 2006 – The Crane Wife
- 2009 – The Hazards of Love
- 2011 – The King Is Dead
- 2015 – What a Terrible World, What a Beautiful World
- 2018 – I'll Be Your Girl
- 2024 - As It Ever Was, So It Will Be Again

### Album dal vivo
- 2012 – We All Raise Our Voices to the Air (Live Songs 04.11–08.11)

### EP
- 2001 – 5 Songs
- 2004 – The Tain
- 2005 – Picaresqueties
- 2006 – Connect Sets
- 2007 – Live from SoHo
- 2011 – Live at Bull Moose
- 2011 – iTunes Session
- 2011 – Long Live the King
- 2015 – Florasongs

### Singoli
- 2004 – Billy Liar
- 2005 – 16 Military Wives
- 2006 – O Valencia!
- 2006 – The Perfect Crime #2
- 2008 – Valerie Plame
- 2008 – Days Of Elaine
- 2008 – Record Year For Rainfall
- 2009 – The Rake's Song
- 2010 – Down By the Water
- 2010 – January Hymn
- 2011 – This Is Why We Fight
- 2012 – Calamity Song
- 2012 – One Engine
- 2014 – Make You Better
- 2015 – The Wrong Year
- 2015 – Why Would I Now?
- 2018 – Severed
- 2018 – Once In My Life

## Videografia

### DVD
- 2007 – The Decemberists: A Practical Handbook
- 2009 – Here Come the Waves: The Hazards of Love Visualized